# Barranc del Soler (Segarra)
|  | Aquest article tracta sobre el curs fluvial dels municipis de Llobera i de Torà. Vegeu-ne altres significats a «Barranc del Soler (desambiguació)». |

El Barranc del Solerés un torrent afluent per l'esquerra del Barranc del Quadros.
Neix al municipi de Llobera, a uns 375 m al nord de la masia de Guerres i s'escola cap al Barranc dels Quadros seguint la direcció predominant cap a les 7 del rellotge tot deixant enrere les masies de Guerres, la Casetta de la Sala, el Soler d'Amunt, el Soler d'Avall i la Torre al vessant esquerre i les de la Sala i Tubells i la capella romànica de Sant Pere de Comajuncosa al vessant dret.

## Municipis per on passa
Des del seu naixement, el Barranc del Soler passa successivament pels següents termes municipals.
| M u n i c i p i s                      |                  |                  |
|                                        | Longitud (en m.) | % del recorregut |
| Per l'interior del municipi de Llobera | 2.087            | 66,28%           |
| Per l'interior del municipi de Torà    | 1.062            | 33,72%           |

## Xarxa hidrogràfica
La xarxa hidrogràfica del Barranc del Soler està constituïda únicament per aquest barranc.